# 奧夫魯奇區

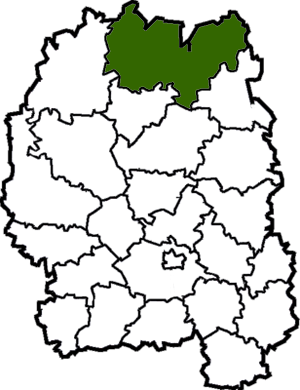
撤销前奧夫魯奇區在日托米爾州的位置

奧夫魯奇區（烏克蘭語：Овруцький район），曾是烏克蘭日托米爾州的一個區，位於該國北部，由日托米爾州負責管轄，首府設於奧夫魯奇，面積3,222平方公里，2013年人口58,809，人口密度每平方公里18.25人。
该区在2020年7月18日的乌克兰行政区划改革中被撤销，改革后日托米爾州下分为4个区。奧夫魯奇區合并至科羅斯滕區。